# Mourterí (Eubée)
Mourterí, en grec moderne : Μουρτερή, est un village du dème de Kými-Alivéri, sur l'île d'Eubée, en Grèce.
Selon le recensement de 2011, la population de Mourterí compte 126 habitants.